# Kopuz

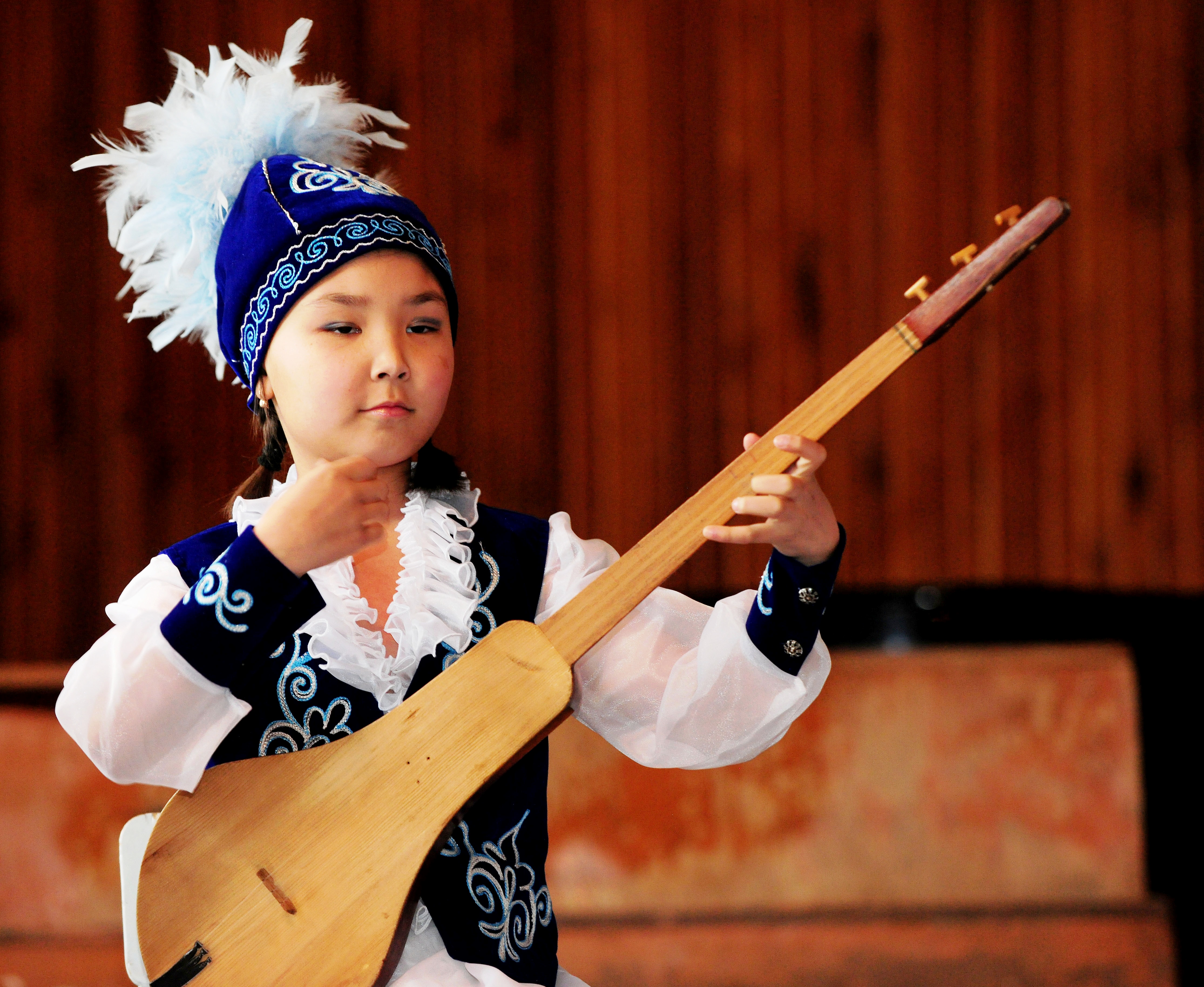
Nena tocant el kopuz

El kopuz o qomuz és un instrument cordòfon d'origen turc, del qual consta documentació des del segle xi. Va ser emprat per les tribus oghuz i es considera un símbol del Kirguizstan (i com a tal consta en un dels bitllets del som kirguís). Consta d'un fust llarg amb tres cordes i un cos en forma de pera elaborat d'una sola peça, usualment amb fusta d'arbres del gènere Juniperus. El seu nom significa "veu màgica".

## Història
El seu origen remot és un instrument que dataria del 6000 aC, ja que s'ha trobat una tauleta de terrissa a les excavacions de Shushdagh on apareix una figura que toca una mena de llaüt allargat. D'allà van derivar dues famílies d'instruments similars, amb dues i tres cordes respectivament. Va ser usat en època medieval i moderna com a instrument preferent per part dels ozan, uns trobadors turquesos, que l'usaven per acompanyar les seves melodies o les versions musicades de les llegendes tradicionals. Posteriorment va ser incorporat pels aqyn, uns poetes que improvisaven competicions per versificar i que ocasionalment ho feien amb música. Malgrat la pèrdua de popularitat en època soviètica, el seu ús continua vigent al segle XXI. El kopuz contemporani consta de diverses varietats, segons l'afinació de les seves cordes, que porten els noms dels estils musicals de referència.